# Gunnar Falk (journalist)
Lars Erik Gunnar Falk, född 6 juli 1922 i Torshälla landsförsamling, Södermanlands län, död 17 maj 2000 i Södertälje församling, Stockholms län, var en svensk journalist och författare.
Gunnar Falk var son till ingenjören Ragnar Falk och Ingrid Andersson. Efter studier vid Stockholms Högskola 1942–1944 var han journalist vid Eskilstuna-Kuriren 1945–1948 och fortsatte vid Riksteatern 1948–1959 där han arbetade med dess tidskrift Teatern. Han var sedan medarbetare vid Morgon-Bladet och Gefle Dagblad samt teater- och TV-kritiker för Svenska Dagbladet från 1960.
Han var också författare till Ny lyrik (1950), Sånger till bröllop (1951), Din ros lilla syster (1952), Sceneri för älskade (1965) och Resor i världen (1966). Han skrev också barnpjäser och radiopjäser.
Gunnar Falk var från 1950 till sin död gift med Ingrid Jernberg  (1922–2002). Han är gravsatt i minneslunden på Tveta kyrkogård.